# Paul Merzbach
Pour les articles homonymes, voir Merzbach.
Paul Merzbach, né le 27 novembre 1888 à Vienne et mort en septembre 1943 est un scénariste et réalisateur autrichien.

## Filmographie partielle

### Comme réalisateur
- 1930 : Rien que pour elle (en) (För hennes skull)
- 1931 : Le Faux Millionnaire
- 1934 : Love at Second Sight (en)
- 1935 : Invitation to the Waltz (en)

### Comme scénariste
- 1923 : Scheine des Todes (en) de Lothar Mendes
- 1926 : La Dame de l'archiduc (en) (Die sieben Töchter der Frau Gyurkovics) de Ragnar Hyltén-Cavallius
- 1927 : Hans engelska fru de Gustaf Molander
- 1927 : Lèvres closes de Gustaf Molander
- 1928 : Synd de Gustaf Molander
- 1928 : La Clef d'argent de Gustaf Molander
- 1929 : La Mélodie du bonheur (Säg det i toner) d'Edvin Adolphson et Julius Jaenzon
- 1929 : Hjärtats triumf de Gustaf Molander
- 1931 : Les Markurell de Wadköping de Victor Sjöström
- 1931 : Mon cœur et ses millions d'André Berthomieu
- 1942 : Le Chapelier et son château de Lance Comfort